# Rupert Hine
 (janvier 2021).
La mise en forme du texte ne suit pas les recommandations de Wikipédia : il faut le « wikifier ».
Les points d'amélioration suivants sont les cas les plus fréquents. Le détail des points à revoir est peut-être précisé sur la page de discussion.
- Les titres sont pré-formatés par le logiciel. Ils ne sont ni en capitales, ni en gras.
- Le texte ne doit pas être écrit en capitales (les noms de famille non plus), ni en gras, ni en italique, ni en « petit »…
- Le gras n'est utilisé que pour surligner le titre de l'article dans l'introduction, une seule fois.
- L'italique est rarement utilisé : mots en langue étrangère, titres d'œuvres, noms de bateaux, etc.
- Les citations ne sont pas en italique mais en corps de texte normal. Elles sont entourées par des guillemets français : « et ».
- Les listes à puces sont à éviter, des paragraphes rédigés étant largement préférés. Les tableaux sont à réserver à la présentation de données structurées (résultats, etc.).
- Les appels de note de bas de page (petits chiffres en exposant, introduits par l'outil «  Source ») sont à placer entre la fin de phrase et le point final[comme ça].
- Les liens internes (vers d'autres articles de Wikipédia) sont à choisir avec parcimonie. Créez des liens vers des articles approfondissant le sujet. Les termes génériques sans rapport avec le sujet sont à éviter, ainsi que les répétitions de liens vers un même terme.
- Les liens externes sont à placer uniquement dans une section « Liens externes », à la fin de l'article. Ces liens sont à choisir avec parcimonie suivant les règles définies. Si un lien sert de source à l'article, son insertion dans le texte est à faire par les notes de bas de page.
- La présentation des références doit suivre les conventions bibliographiques. Il est recommandé d'utiliser les modèles {{Ouvrage}}, {{Chapitre}}, {{Article}}, {{Lien web}} et/ou {{Bibliographie}}. Le mode d'édition visuel peut mettre en forme automatiquement les références.
- Insérer une infobox (cadre d'informations à droite) n'est pas obligatoire pour parachever la mise en page.

Pour une aide détaillée, merci de consulter Aide:Wikification.
Si vous pensez que ces points ont été résolus, vous pouvez retirer ce bandeau et améliorer la mise en forme d'un autre article.
 (janvier 2021).
Si vous disposez d'ouvrages ou d'articles de référence ou si vous connaissez des sites web de qualité traitant du thème abordé ici, merci de compléter l'article en donnant les références utiles à sa vérifiabilité et en les liant à la section « Notes et références ».
Rupert Neville Hine, né le 21 septembre 1947 et décédé le 4 juin 2020, était un musicien britannique. Il fut le chanteur et claviériste du groupe Quantum Jump de 1973 à 1979. Auteur-compositeur et producteur, il a produit des albums pour des artistes tels que Rush, Kevin Ayers, Tina Turner, Howard Jones, Saga, The Fixx, Bob Geldof, Thompson Twins, Stevie Nicks, Chris de Burgh, Suzanne Vega, Underworld, Duncan Sheik, Formula et Eleanor McEvoy. Il a également enregistré onze albums, 6 en solo, 2 avec le groupe Thinkman et 3 avec Quantum Jump. 

## Carrière
Rupert est né à Wimbledon, Londres le 21 septembre 1947. 
Au début des années 1960, Hine forma la moitié du duo folk Rupert & David. Le duo s'est produit dans des pubs et des clubs et a parfois partagé la scène avec un Paul Simon alors inconnu. Le single du duo sorti (sur le label Decca en 1965) était une reprise de "The Sound of Silence" de Simon. Le single n'était pas un succès, mais était remarquable pour présenter un jeune Jimmy Page à la guitare et Herbie Flowers à la basse. 
Rupert Hine a sorti deux albums sous son propre nom au début des années 1970: Pick Up a Bone (1971) et Unfinished Picture (1973). En 1973, Hine, avec le guitariste Mark Warner, le bassiste John G. Perry (alors de Caravan) et le batteur Trevor Morais (anciennement de The Peddlers) forment le groupe Quantum Jump et sortent deux albums, Quantum Jump (1976) et Barracuda (1977). ). Après une réédition de la chanson "Lone Ranger" (du premier album) qui est devenu un succès inattendu du Top Ten britannique en 1979, un troisième album Mixing, un remaniement de chansons sélectionnées parmi les deux premiers albums du groupe, est sorti.
En 1978, Rupert Hine associe son nom à ceux de Mike Rutherford et Tony Banks en écrivant et en jouant sur la Bande Sonore d'un film d'horreur intitulé The Shout (Le Cri Du Sorcier) de Jerzy Skolimowski, avec Alan Bates, Susannah York et John Hurt. Cet enregistrement n'est pas disponible sous forme de disque vinyle ou CD.
Après la dissolution de Quantum Jump, Hine a sorti une trois albums solo, Immunity (1981); Waving Not Drowning (1982); et The Wildest Wish to Fly (1983). La sortie américaine de Wildest Wish a laissé tomber deux chansons, en a radicalement retravaillé deux autres et a incorporé deux pièces d'Immunity de 1981 - dont "Misplaced Love", avec Marianne Faithfull et a été un succès mineur en Australie, atteignant le numéro 14 sur les  charts. En 1985, Hine a écrit et produit une grande partie de la bande originale du film de comédie noire Better Off Dead. 
En 1994, Hine a sorti The Deep End. En 1995, il rejoint le guitariste Phil Palmer, Paul Carrack, Steve Ferrone et Tony Levin pour former le groupe Spin 1ne 2wo. Le groupe a sorti un projet éponyme, composé de reprises rock de chansons d'artistes tels que Jimi Hendrix, The Who, Led Zeppelin, Blind Faith, Steely Dan et Bob Dylan.
En 2008, Hine a supervisé la direction de l'album de compilation Songs for Tibet: The Art of Peace, et a également contribué à une version remixée de sa chanson, "The Heart of the Matter" (de Deep End). En 2008, lors des Jeux olympiques de Pékin, l'album était le troisième iTunes le plus téléchargé dans le monde.
Hine a écrit deux chansons pour The Cheshire Cat and me, un album de 2009 de Nolwenn Leroy qui a été produit par Teitur Lassen.
En 2011, Rupert Hine a lancé Auditorius, un projet d'édition musicale conjoint avec BMG Rights Management. En novembre de la même année, à la suite d'une citation élogieuse de Bob Geldof, Rupert a été honoré par l'APRS avec un Sound Fellowship Award; présenté pour reconnaître les contributions spéciales à «l'art, la science et les affaires de l'enregistrement». Hine a rejoint Joe Boyd, Clive Green, Bob Ludwig, Jimmy Page et Chris Thomas pour recevoir le prix de Sir George Martin, président de l'APRS, qui, avec un groupe d'élite d'anciens récipiendaires; les innovateurs du son et de la musique, dont Sir Paul McCartney, Peter Gabriel, Chris Blackwell, sont également titulaires d'un prix de bourse.
En mars 2015, Esoteric Recordings (qui fait partie de Cherry Red Records) a publié "Unshy on the Skyline", une compilation d'un trio d'albums réalisés entre 1981 et 1983, Immunity, Waving Not Drowning et The Wildest Wish to Fly, complétée par les paroles de la poète et artiste Jeannette-Thérèse Obstoj, et avec les contributions des musiciens Robert Palmer, Phil Collins et du guitariste Phil Palmer. L'album a été remasterisé par l'ami de longue date et ingénieur du son de Hine, Stephen W Tayler, qui avait enregistré, mixé et coproduit les albums originaux.
Pour souligner le 80e anniversaire du Dalaï Lama en juillet 2015, la Fondation Art of Peace a chargé Hine de produire Songs for Tibet II, afin de célébrer et d'honorer la vision du Dalaï Lama. À la suite des chansons nommées aux Grammy Awards pour le Tibet que Hine a produit en 2008, les contributions des artistes sont venues de Sting, Peter Gabriel, Lorde, Kate Bush, Elbow, Duncan Sheik, Howard Jones, The Family Crest, Ed Prosek, Of Monsters & Men, Bob Geldof, Crystal Method, Rival Sons, Eleanor McEvoy et Rupert Hine lui-même.
Le 30 août 2019, Esoteric Recordings (qui fait partie de Cherry Red Records) a publié "Fighting Apathy With Shock", une compilation choisi par Hine dans son projet Thinkman, les albums The Formula (1986), Life Is A Full Time Occupation (1988) et Hard Hat Zone (1990) avec des paroles de Jeannette Obstöj (1949-2015). Le remastering de la collection est par Stephen W Tayler qui a coproduit les albums originaux. Bien que Rupert Hine ait interprété presque toute la musique lui-même, il y a des contributions notables de Jamie West-Oram du Fixx, de Stewart Copeland et du chanteur de Café Jacques Chris Thomson. Les adeptes des projets antérieurs de Hine étaient intrigués de le voir à la tête du groupe: à mille lieues de son travail solo antérieur. Le quatuor, qui est apparu dans des programmes télévisés à travers l'Europe à l'appui du disque, a combiné sa musique avec une mission de dénoncer les dangers des médias trop puissants. De façon inhabituelle et avec un sens de l'ironie finement jugé, les hommes qui accompagnaient Hine dans les apparitions publiques étaient des acteurs, pas des musiciens (Greg Crutwell, Andy Baker et Julian Clary). Et Thinkman n'était pas du tout un vrai groupe. Au moment de la sortie du dernier album, le message du groupe s'était déplacé des sujets médiatiques vers les questions environnementales (la chanson "Take Them to the Traitors' Gate", était dédiée au Prince Charles) et une nouvelle formation de musiciens a été déployée pour les apparences; le groupe comprenait Karl Hyde et Rick Smith de Underworld.
Rupert Hine est décédé à son domicile dans le Wiltshire le 4 juin 2020 à l'âge de 72 ans.

## Discographie

### Solo
Albums studio
- 1971 : Pick Up a Bone
- 1973 : Unfinished Picture
- 1981 : Immunity
- 1982 : Waving Not Drowning
- 1983 : The Wildest Wish to Fly
- 1994 : The Deep End

Singles
- Rupert Hine - Snakes Don't Dance Fast (1976)

Avec Simon Jeffes
- Score (musique TV) (1973)
- The Kenny Everett Video Show (musique TV) (1978)

Bandes sonores
- 1978 : The Shout en collaboration avec Tony Banks et Mike Rutherford.
- 1985 : Better Off Dead

Compilation
- 2015 : Unshy on the Skyline - The Best of Rupert Hine

### Quantum Jump
Albums studio
- 1975 : Quantum Jump
- 1977 : Barracuda

Compilation
- 1979 : Mixing

### Thinkman
Albums studio
- 1986 : The Formula
- 1988 : Life is a Full-Time Occupation
- 1990 : Hard Hat Zone

Compilation
- 2019 : Fighting Apathy With Shock - The Best of Rupert Hine as Thinkman

### Spin 1ne 2wo
- 1995 : Spin 1ne 2wo - Avec Tony Levin.

## Production
- Jon Pertwee - "Who Is the Doctor" (single) (1972)
- Yvonne Elliman - Food of Love (album) (1973)
- Artistes variés  - Colditz Breakpoint (album) (1973)
- Jonesy - Growing (album) (1974)
- Kevin Ayers - The Confessions of Dr. Dream and Other Stories (album) (1974)
- Quantum Jump - Quantum Jump (album) (1974)
- John G. Perry - Sunset Wading (album) (1975)
- Nova - Blink (album) (1976)
- Dave Greenslade - Cactus Choir (album) (1976)
- John G. Perry - Seabird (album) (1976)
- Café Jacques - Round the Back (album) (1977)
- Quantum Jump - Barracuda (album) (1977)
- Anthony Phillips - Wise After the Event (album) (1977)
- Anthony Phillips - Sides (album) (1978)
- Café Jacques - International (album) (1978)
- After the Fire - Laser Love (morceaux) (1978)
- Murray Head - Between Us (album) (1979)
- Quantum Jump - Mixing (album) (1979)
- Camel - I Can See Your House from Here (album) (1979)
- Wildlife - Burning (album) (1979)
- The Members - 1980: The Choice is Yours (album) (1980)
- Divers artistes - First Offenders (album) (1980)
- Saga - Worlds Apart (album) (1981)
- Jona Lewie - Heart Skips Beat (morceaux) (1981)
- The Fixx - Shuttered Room (album) (1981)
- The Waterboys - A Girl Called Johnny (single) (1983)
- The Fixx - Reach the Beach (album) (1983)
- Saga - Heads or Tales (album) (1983)
- The Little Heroes - Watch the World (album) (1983)
- Chris de Burgh - The Getaway (album) (1983)
- Rupert Hine - The Wildest Wish to Fly (album) (1983)
- The Fixx - Phantoms (album) (1984)
- Tina Turner - Private Dancer (morceaux) (1984)
- Howard Jones - Human's Lib (album) (1984)
- Howard Jones - The 12" Album (album) (1984)
- Chris de Burgh - Man on the Line (album) (1984)
- Martin Ansell - An Englishman Abroad (album) (1985)
- Howard Jones - Dream into Action (album) (1985)
- Artistes variés - Better Off Dead (bande son) (1985)
- Thinkman - The Formula (album) (1986)
- The Fixx - Walkabout (album) (1986)
- Eight Seconds - Almacantar (album) (1986)
- Howard Jones - Action Replay (album) (1986)
- Tina Turner - Break Every Rule (morceaux) (1986)
- Thompson Twins - Close to the Bone (album) (1986)
- Bob Geldof - Deep in the Heart of Nowhere (album) (1986)
- Artistes variés  - Secret Policeman's Third Ball (morceaux) (1987)
- Underworld - Underneath the Radar (album) (1987)
- On Rebel Heels - One by One by One (album) (1987)
- Thinkman - Life Is a Full Time Occupation (album) (1988)
- The Joan Collins Fan Club - Leader of the Pack (single) (1988)
- Stevie Nicks - The Other Side of the Mirror (album) (1988)
- Tina Turner - Foreign Affair (morceaux) (1989)
- Rush - Presto (album) (1989) + claviers additionnels
- Thinkman - Hard Hat Zone (album) (1990)
- Divers artistes - One World One Voice (album) (1990)
- The Fixx - Ink (morceaux) (1990)
- Bliss - A Change in the Weather (album) (1990)
- Bob Geldof - The Vegetarians of Love (album) (1990)
- Rush - Roll the Bones (album) (1991) + claviers additionnels et chœurs
- Remmy Ongala - Mambo (album) (1992)
- Chris de Burgh - Power of Ten (album) (1992)
- Howard Jones - In the Running (album) (1992)
- Bob Geldof - The Happy Club (album) (1992)
- Spin 1ne 2wo - Spin 1ne 2wo (album) (1993)
- Katey Sagal - Well... (album) (1994)
- Divers artistes - One Week or Two in the Real World (morceaux) (1994)
- Milla Jovovich - The Divine Comedy (morceaux) (1994)
- Les Négresses Vertes - Zig Zague (album) (1994)
- Touch! - Marche avec moi (album) (1994)
- This Picture - City of Sin (morceaux) (1994)
- Ezio - Black Boots on Latin Feet (album) (1995)
- Éric Serra - GoldenEye (morceaux) (1996)
- Noa - Calling (album) (1996)
- Duncan Sheik - Duncan Sheik (album) (1996)
- Marian Gold - United (album) (1996)
- Eric Serra - The Fifth Element (morceaux) (1997) (musique du Cinquième Élément)
- Celtus - Moonchild (album) (1997)
- Thanks to Gravity - Start (album) (1997)
- Various Artists - Welcome to Woop-Woop (morceaux) (1998)
- Eric Serra - RXRA (album) (1998)
- Duncan Sheik - Humming (album) (1998)
- Eleanor McEvoy - Snapshots  (album) (1999)
- Stroke 9 - Nasty Little Thoughts (album) (1999)
- Rat Bat Blue - Greatest Hits - Vol. 2 (The Hungry Years) (album) (1999)
- Geoffrey Oryema - Spirit (album) (2000)
- Suzanne Vega - Songs in Red and Gray (album) (2001)
- Teitur - Poetry & Aeroplanes (album) (2003)
- Martin Grech - Unholy (album) (2005)
- Amanda Ghost - Time Machine (single) (2006)
- Stuart Davis - ¿What (album) (2006)
- T.D. Lind - Let's Get Lost (morceaux) (2007)
- Artistes variés - Songs For Tibet (album) (2008) (article en anglais)
- Nolwenn Leroy - The Cheshire Cat and me (album) (2009)[1],